# Ален, Жан Арист
Жан Арист Ален (фр. Jehan Ariste Alain; 3 февраля 1911, Сен-Жермен-ан-Ле — 20 июня 1940, под Сомюром) — французский органист и композитор. Сын Альбера Алена, брат Мари-Клер Ален и Оливье Алена.
Окончил Парижскую консерваторию (1939), ученик Марселя Дюпре (орган), Поля Дюка и Роже Дюкаса (композиция). В 1935—1939 гг. органист церкви Святого Николая в городке Мезон-Лаффит под Парижем. С началом Второй мировой войны мобилизован во французскую армию, погиб в бою. Хобби Алена было связано с автомобилями и мотоциклами, он был опытным мотоциклистом и во время призыва вступил в ряды в восьмой дивизии моторизованной части французской армии. 20 июня 1940 года ему было поручено провести разведку немецкого наступления в восточной Сомюра, где он столкнулся с группой немецких солдат в Ле-Пети-Пюи. Обойдя противника, услышав приближающийся шаг немцев, он оставив свой мотоцикл, обстрелял вражеские войска, убив 16 из них, однако погиб в неравном бою. Он был посмертно награждён военным крестом Франции за храбрость.
Ален оставил около 140 произведений, в том числе 26 пьес для органа, 52 сочинения для фортепиано, реквием, хоровые и камерные пьесы. Музыкальный язык Алена складывался под влиянием музыки Клода Дебюсси и Оливье Мессиана, а также интереса к барочной музыке, джазу, культуре и философии Дальнего Востока. Ален также был известен как мастер органной импровизации. Занимался рисованием и писательством.